# Badis dibruensis
Badis dibruensis (дибруанський бадіс) — прісноводний вид риб з родини бадієвих (Badidae). Був виявлений у річці Дибру (англ. Dibru River), басейн Брахмапутри, від якої й отримав свою назву.
Типова місцевість проживання цих риб знаходиться біля міста Дибругарх (англ. Dibrugarh) на сході штату Ассам в Індії. Badis dibruensis водиться на ділянках річки з чистою водою і піщаним ґрунтом.
Зразки для досліджень були отримані під час польових досліджень, проведених у північно-східній Індії в 2006 і 2007 роках.

## Опис
Дибруанський бадіс має видовжене, помірно стиснуте з боків тіло. Очі розташовані в передній половині голови, приблизно на центральній осі тіла. Нижня щелепа трохи виступає вперед. Максимальна стандартна (без хвостового плавця) довжина становить 4,1 см (самець).
Спинний плавець має 15-17 твердих і 8-9 м'яких променів, анальний плавець 5-8, грудні по 13-14 променів. Хвостовий плавець округлий. Закруглені також грудні плавці та задні кінці спинного й анального плавців.
Луска ктеноїдна, на верхній частині голови циклоїдна. Хребців 27.
Від своїх найближчих родичів (Badis badis, Badis kanabos і Badis tuivaiei) вид відрізняється відсутністю темних (чорних або коричневих) вертикальних смуг на боках.
Самці мають рівномірне темно-коричневе забарвлення тіла і плавців. Спинний плавець уздовж зовнішнього краю має білу облямівку, яка супроводжується знизу чорною смугою. У самок тіло блідо-жовтого кольору з темно-сірими плямами, плавці мають рівномірне світло-коричневе забарвлення. У самців задній кінець спинного плавця сягає половини хвостового плавця, а у самок доходить лише до його першої третини.